# 电分析法
电分析法（electroanalytical method）是分析化学中的一类技术，借由测量含分析物的电化学电池之电位、电流来研究分析物。
电分析化学（electroanalytical chemistry）则是分析化学的分支学科，其根据物质的电化学性质进行物质分析与测量。
電分析法利用測量樣品的電位、電流和電阻（或導電度），以分析樣品中待測物組成及濃度的方法。電分析法測定的結果，是得自電極表面接觸的局部樣品，所以分析結果存在著異質性（heterogeneity），任何會影響到待測物移動電極表面的因素皆會反映在測定結果中。在電化學相關理論中，待測物的行為與其活性有關而非濃度，但實際操作上則往往必須以濃度表達，當離子濃度較高時，活性與濃度之間的差異較明顯，故樣品溶液的離子強度較高時，需進行必要的控制措施。

## 分类
依据国际纯粹与应用化学联合会（IUPAC）的推荐电化学分析分为三类:
- 既不涉及双电层，也不涉及电极的反应,如电导测定法；
- 涉及双电层现象但不考虑电极反应；
- 涉及电极反应；这一类又分为:
  - (1)涉及电极反应，施加恒定的激发信号，如库仑法等。
  - (2)涉及电极反应施加可变的大振幅或小振幅激发的信号，如极谱法等。

## 方法
电化学使用的电分析法主要包括：
- 电势测定法
- 电导测定法
- 伏安法
- 极谱法
- 高频滴定法
- 安培滴定法
- 库仑法
- 电解法等